# Antoine Béchamp
Antoine Pierre Jacques Béchamp (Bassing, 16 ottobre 1816 – Parigi, 15 aprile 1908) è stato un medico e chimico francese.

## Biografia
Béchamp nacque il 16 ottobre 1816 a Bassing, un piccolo villaggio nella regione della Mosella in Francia.
Docente presso l'Università di Montpellier, fu contemporaneo di Louis Pasteur, elaborando una teoria del pleomorfismo sui germi patogeni in contrasto con le conoscenze della biologia e di Pasteur. Fu il fondatore dell'enzimologia. Studiò i parassiti del baco da seta e fu il primo a sintetizzare l'Atoxyl (dalla reazione di anilina e acido arsenico).
Morì il 15 aprile 1908 a Parigi.

## Contributo alla scienza
Béchamp lavorò sulle malattie del baco da seta, identificandone una dovuta a un parassita — un organismo più piccolo separato, che penetrava nel corpo dall'esterno, in quel caso causando la patologia.
Tuttavia, in un periodo in cui a questo problema veniva applicato considerevole interesse e impegno scientifico, la sua comprensione più complessa e accurata dell'interazione tra forme di vita colloidali e il loro ruolo nella malattia, come generalmente accettato oggi, non ebbe un riscontro presso il grande pubblico come la teoria di Pasteur.
Egli era un contemporaneo di Louis Pasteur, che sviluppò la teoria attualmente accettata sulla patogenesi, e di Robert Koch, i cui postulati sono la base per decidere se un microbo è la causa di una malattia, ma che non è mai stata applicata veramente. 
Bechamp tuttavia sosteneva la teoria pleomorfica, — essenzialmente che i batteri cambiano forma e non sono la causa, ma piuttosto il risultato, della patologia, provenendo da tessuti piuttosto che da un germe di forma costante. Questa è stata anche chiamata la teoria della patologia cellulare, in quanto si ritiene che i batteri-spazzini provengano da ciò che egli chiamava "microzimi", che egli scopri. "Micro" con riferimento alle dimensioni e "zimi" con riferimento a una classe speciale di enzimi immortali. Egli postulò che questi microzimi fossero normalmente presenti nella materia (compresi i tessuti) e che avessero la capacità di dare la vita o la morte, a seconda del terreno cellulare.
Gli studi di Antoine Béchamp furono in molti contesti precursori del lavoro di L Pasteur (che non lo citò. In un libro di E Hume se ne percorre il percorso scientifico, spesso osteggiato.